# سوق الكويت للأوراق المالية
سوق الكويت للأوراق المالية أو ما يعرف حديثا ببورصة الكويت، هو سوق لتداول الأسهم بشكل رسمي، وهو مُقسم إلى ثلاث أسواق ( السوق الأول والسوق الرئيسي وسوق المزادات، تم تأسيس سوق الكويت للأوراق المالية في أكتوبر من عام 1962، ليكون بذلك أول سوق للأوراق المالية في منطقة الخليج العربي.
خضع السوق لعدة تعديلات أثناء مسيرته، وكانت تتمثل أغلبها في تطوير السوق بما يتناسب مع مواكبة المعايير الدولية

## بورصة الكويت

### الانتقال الحديث
تأسست بورصة الكويت، في أبريل من عام 2014م بموجب قرار مجلس مفوضي هيئة أسواق المال رقم 37/2013 المؤرخ 20 نوفمبر 2013
في أبريل من عام 2014 حلت بورصة الكويت محل سوق الكويت للأوراق المالية،  وأصبحت البورصة الرسمية لدولة الكويت اعتبارا من 25 أبريل 2016

## الإدارة
يتكون مجلس الإدارة من ثمانية أعضاء، جميعهم غير تنفيذيين ومن بينهم ثلاثة أعضاء مستقلين، ويعتبر مجلس إدارة الشركة هو المسؤول عن وضع المسار الإستراتيجي للشركة والمحافظة على التطبيق الفعال لإطار ومعايير الحوكمة فيها، وذلك لخدمة أصحاب المصالح وحماية أصول الشركة، بالإضافة إلى مراقبة الأداء التشغيلي للشركة.
تتكون الإدارة من 8 أعضاء وهم : : رئيس مجلس الإدارة : (الحالي)حمد مشاري أحمد الحميضي , نائب رئيس مجلسالإدارة: (الحالي) بدر عبد الله الكندري , إضافة إلى 6 آخرين ( عضو مجلس إدارة )

### مسؤوليات الإدارة
باعتبار مجلس إدارة الشركة هو المسؤول عن وضع المسار الإستراتيجي للشركة والمحافظة على تطبيق الأطر ومعايير الحوكمة فيها، بالإضافة إلى مراقبة الأداء التشغيلي، يقع على عاتق المجلس مهام تنفيذ مشروع الحوكمة وتتلخص أهم هذه المهام:
• رسم إستراتيجية الشركة ومناقشة خطة العمل والموافقة عليها.

• تشكيل اللجان المنبثقة عن مجلس الإدارة التي تدعم أعمال المجلس في الإشراف على أعمال الشركة.

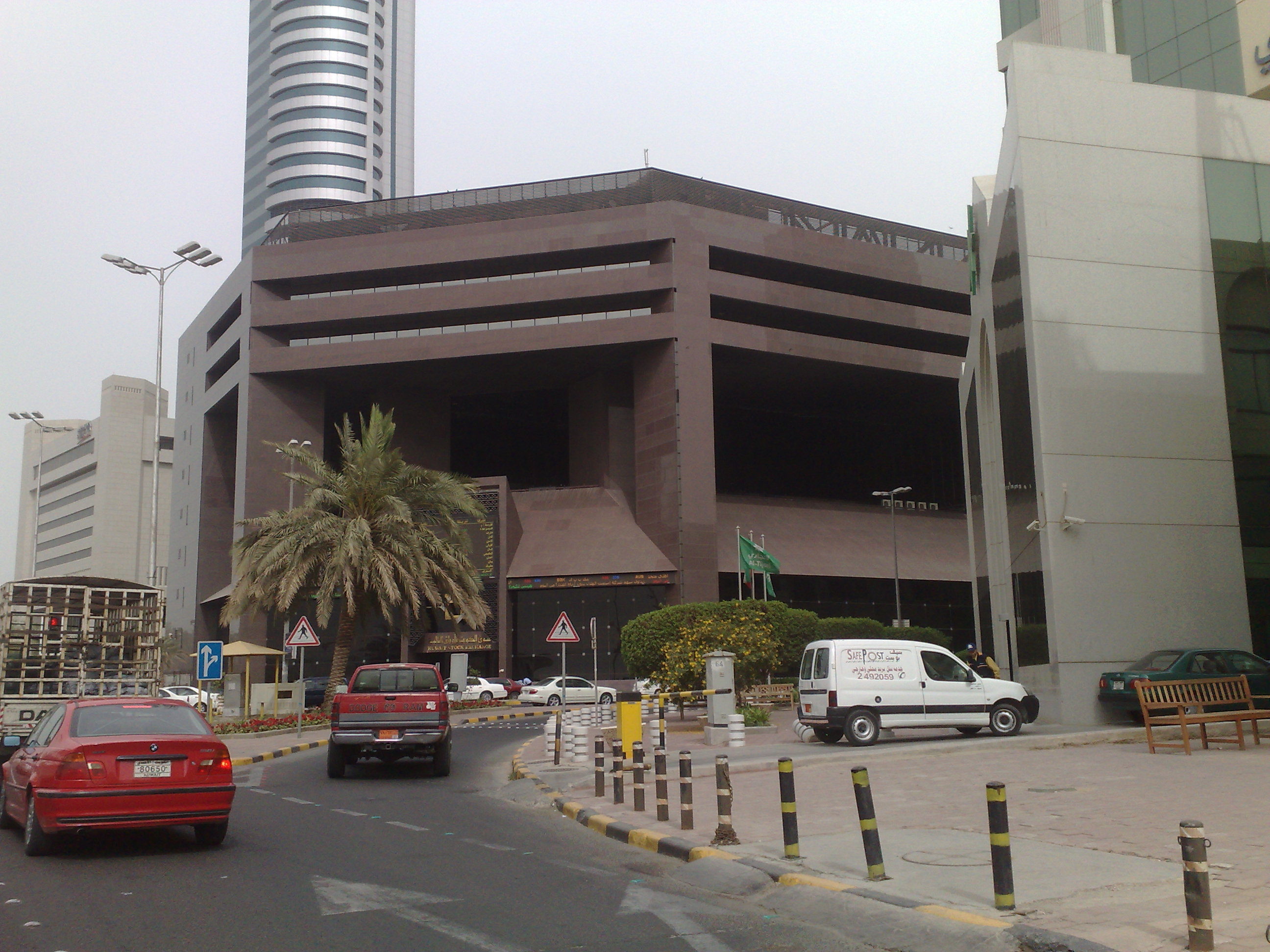
مبنى سوق الكويت للأوراق المالية

• الموافقة على إطار عمل المخاطر والامتثال الرقابي.
• الموافقة على لوائح وسياسات الشركة.
• إنشاء معايير الحوكمة فيما يخص ممارسات مجلس الإدارة والجهاز التنفيذي والرقابة الداخلية والمكافآت.
• تعزيز أخلاقيات العمل والشفافية وترويجها، من أجل كسب ثقة المستثمرين في السوق المالي.
• حماية حقوق أصحاب المصالح ومراقبة تطبيق السياسات واللوائح ذات الصلة.
• مراقبة إدارة الجهاز التنفيذي للشركة عن طريق تطبيق مؤشرات معايير الأداء والاطلاع على تقارير الأداء.
• الحرص على اتباع الجهاز التنفيذي لأنظمة الرقابة الداخلية للتأكد من التطبيق الفعال لإدارة عمليات الشركة والرقابة الداخلية والامتثال للقوانين والتشريعات ذات الصلة

### اللجنة التنفيذية
تتكون اللجنة التنفيذية من 5 قطاعات إدارية موزعة كالآتي ,الرئيس التنفيذي  : (الحالي) محمد سعود العصيمي و الرئيس المالي و رئيس قطاع عمليات التداول و رئيس القطاع القانوني والإشراف على السوق و رئيس قطاع الأسواق

## الرسالة

### الرؤية
تعمل بورصة الكويت من خلال رؤية طموحة تسعى إلى وضع أسس تساعد على تنمية أسواق مالية تتمتع بالقوة وتمتاز بالسيولة والمصداقية، وتكون قادرة على فتح مجال واسع وفعال أمام الربط بين مصالح مصدري الأوراق المالية من جانب، ورؤوس الأموال والمستثمرين من جانب آخر، مما يفتح المجال لخلق فرص حقيقية ومتنوعة للعائد على الاستثمار في الدولة، ويساعد على خلق سوق مالي متطور ورائد على المستوى الإقليمي.

### المهام
تفعيل منصة فعالة ونزيهة للتداول المالي، التركيز على مصلحة العملاء من خلال الارتقاء بجميع الخدمات التي نقدمها.

### الإلتزامات
1. تحمل المسؤولية عن الآداء أمام الجميع 2. السعي لتحقيق أرباح وعوائد إستثمارية مستدامة للجميع 3. التركيز على تحقيق الأهداف، والإجتهاد لتحقيق أعلى النتائج من خلال العمل من أجل تحقيق أثر مستدام في العلاقات مع المتعاملين بالبورصة 4. الإلتزام بالمعايير الدولية المتعارف عليها والإلتزام بالتعامل مع العملاء وجميع الأطراف بأسلوب احترافي مهني عالي.

## الإستراتيجية
من بداية نشأة بورصة الكويت وضعت خطة إستراتيجية لتحقيق المهام المنوطة بها من أجل تطوير وضع السوق بما يتفق مع المعايير الدولية. وتعاملت بجدية مع احتياجات السوق، وعملت على توفير الأدوات الاستثمارية وإعادة هيكلة السوق لرفع قدرته التنافسية وزيادة السيولة، وتعزيز الشفافية والإدارة، وتدعيم ثقة المستثمرين وجذب الاستثمارات ورؤوس الأموال.

## الإنجازات والعلاقات الدولية
نتيجة لهذه الإصلاحات حققت بورصة الكويت مجموعة من الإنجازات والتي جعلتها تحتل مكانة متميزة بين أسواق المنطقة، أحدث وأبرز هذه الإنجازات، تصنيف سوق رأس المال الكويتي عام 2019 «كسوق ناشئة» في أكبر مرجع لمؤشرات الأسهم، بناء على قرار مؤسسة مورغان ستانلي للأسواق الناشئة، إدراج الكويت في مؤشرات الأسهم العالمية اس اند بي داو جونز[بحاجة لمصدر] ضمن تصنيف الأسواق الناشئة في ديسمبر 2018، وفي مرجع مؤشر فوتسي راسل للأسوق الناشئة في سبتمبر 2017. وعضو مؤسس في اتحاد هيئة الأوراق المالية العربية، وشريك في بورصة (SSE) Sustainable Stock exchange Initiative) ، عضوية كاملة في Federation of Euro-Asian Stock Exchanges ( FEAS ) ، عضوية كاملة في (WFE) World Federation of Exchange's )، وعضو منتسب في IOSCO [بحاجة لمصدر]، وعضو في  ICMA ، وأيضا عضو في FISD .

## التحسينات التنظيمية
مهدت إصلاحات البورصة الكويتية المستمرة الطريق أمام إجراء عدد من التحسينات التنظيمية والتشغيلية في سوق الأسهم الكويتية. وبناء عليه، قدمت بورصة الكويت العديد من المنتجات والخدمات للمتعاملين والمصدرين والمستثمرين على حد سواء، وإصدار كتاب القواعد الجديد، الذي ساعد الشركة على تقسيم السوق إلى ثلاثة أسواق: هي السوق الأول والسوق الرئيسي وسوق المزادات، وقدمت الشركة منصة التداول للأوراق المالية غير المدرجة في البورصة لتُمَّكِن المستثمرين من تداول تلك الأوراق المالية بشفافية أكبر. وأطلقت أيضاً صناديق الاستثمار العقاري وعروض المناقصات ومبادلات الأسهم.
وتتويجا لكافة الجهود المبذولة تم خصخصة بورصة الكويت في فبراير 2019 حيث فاز تحالف مكون من مشغل عالمي بالإضافة إلى مجموعة من الشركات المحلية بمزايدة خصصة البورصة للاستحواذ على 44 بالمائة من بورصة الكويت، وتتوقع بورصة الكويت أن تعزز هذه الخطوة موقع الدولة كمركز مالي إقليمي ويمنح القطاع الخاص دورًا أكبر في تطوير الاقتصاد الوطني، مع تحقيق التنويع الاقتصادي، فبذلك تكون قد توافقت بورصة الكويت مع قيمها الأساسية منذ بدء عملياتها وهي المساءلة والحكمة والإتزان والتواصل والإيجابية مع العميل والكفاءة المهنية.

## لجان مجلس الإدارة
تم تشكيل عدة لجان مجلس الإدارة للاضطلاع بمهامها بكفاءة وفعالية ضمن إطار الدور الفعال لمجلس الإدارة فيما يتعلق بالرقابة والتخطيط الاستراتيجي والحوكمة وإدارة المخاطر والضوابط التنظيمية في بورصة الكويت ( وحدد المجلس أدوار ومسؤوليات اللجان من خلال وضع ميثاق معتمد ) ومنها :

### لجنة الترشيحات والمكافآت
تتولى اللجنة مهام مسؤولية تقديم التوصيات بشأن تعيين أعضاء مجلس الإدارة وإعادة انتخابهم في اجتماع الهيئة العامة، بالإضافة إلى التقييم الذاتي السنوي لأداء أعضاء مجلس الإدارة. كما أنها مسؤولة عن مراجعة مكافآت أعضاء مجلس الإدارة والإدارة التنفيذية، بالإضافة إلى المهام المتعلقة بترشيح الوظائف واجبة التسجيل حسب تعليمات هيئة أسواق المال ؛ أعضاء اللجنة 1. طلال جاسم البحر (رئيس اللجنة) 2. بدر ناصر الخرافي 3. بدر عبد المحسن الجيعان

### لجنة التدقيق
تتولى اللجنة مهام الدور الإشرافي الذي يدعم مجلس الإدارة في الرقابة والإشراف على كفاءة واستقلالية عمليات المراجعة الداخلية والخارجية للشركة بالإضافة إلى مراجعة البيانات المالية الدورية قبل عرضها على مجلس الإدارة ودراسة ملاحظات مراقبي الحسابات الخارجيين على القوائم المالية للشركة والإشراف الفني على إدارة التدقيق الداخلي في الشركة، أعضاء اللجنة 1. فالح عبد الله الرقبة (رئيس اللجنة) 2. خالد وليد الفلاح

### لجنة المخاطر
تساعد اللجنة مجلس الإدارة في القيام بمسؤولياته تجاه إدارة المخاطر من خلال متابعة وتقييم إطار إدارة المخاطر، وتحديد وتقييم مستوى المخاطر المقبولة في الشركة وإعداد ومراجعة إستراتيجيات المخاطر ؛ أعضاء اللجنة 1.خالد وليد الفلاح (رئيس اللجنة) 2. بدر عبد المحسن الجيعان 3.رائد جواد بوخمسين

### لجنة الحوكمة
اللجنة مسؤولة عن ضمان تنفيذ وامتثال الشركة بتعليمات حوكمة الشركات الصادرة عن هيئة أسواق المال بالإضافة لدعم المجلس ولجانه في الإشراف على إنشاء وتطوير نظام حوكمة رصين وفقًا للممارسات العالمية الرائدة ؛ أعضاء اللجنة 1. حمد مشاري الحميضي (رئيس اللجنة) 2. فالح عبد الله الرقبة

### اللجنة التنفيذية
تعمل اللجنة كجهاز إشرافي مسؤول عن متابعة سير انجاز إستراتيجية الشركة وخطط العمل الخاصة بها بالإضافة إلى الإشراف على جميع المشاريع الإستراتيجية للشركة المتعلقة بإطارها التشغيلي ؛ أعضاء اللجنة 1. بدر ناصر الخرافي (رئيس اللجنة) 2. حمد مشاري الحميضي 3. طلال جاسم البحر

### لجنة النظر في المخالفات بالبورصة

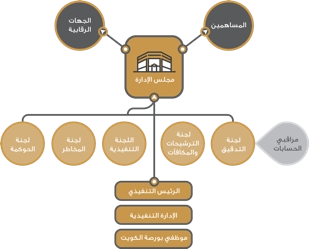
حوكمة الشركة

تختص اللجنة بالنظر في المخالفات التي يرتكبها أحد أعضاء البورصة لقواعد أو لوائح العمل بالبورصة،  وتعمل هذه اللجنة وفق آلية معينة لإصدار قراراتها ؛ • تتشكل اللجنة من ثلاثة أعضاء من ذوي الخبرة في الشؤون المالية والاقتصادية والقانونية بالإضافة إلى أمين سر.

## حوكمة الشركة
وضعت بورصة الكويت منذ تأسيسها إطارًا قوياً لحوكمة الشركات تماشياً مع المتطلبات الرقابية والإشرافية لهيئة أسواق المال والتي تلبي احتياجات وتطلعات جميع أصحاب المصالح، آخذة بعين الاعتبار الممارسات والتوصيات الدولية الرائدة، وتسعى بورصة الكويت إلى إثراء مبادئ حوكمة الشركات كثقافة مؤسسية في معاملاتها اليومية ؛ من تشريعات الحوكمة والمسؤولية الواقعة على عاتقها :

### 1• الإفصاح والشفافية
تطبق بورصة الكويت أعلى درجات الدقة والشفافية في نشر المعلومات المتعلقة بالشركة والشركات المُدرجة، مما  يعكس الأثر الكبير على ثقة المستثمرين وجذب رؤوس الأموال وتحسين سيولة السوق، ويسعى سوق البورصة الكويتية إلى توفير بيئة عمل بأعلى مستويات النزاهة والشفافية والتي هي أحد الأركان الأساسية التي تسعى إدارة بورصة الكويت إلى تعزيزها، مع التركيز على اهتمامات العملاء من خلال التميّز في تقديم الخدمات لهم .

### 2• تعزيز وتحسين الأداء
تعمل بورصة الكويت على تطوير مهارات أعضاء مجلس الإدارة والإدارة التنفيذية من خلال تطوير آليات التدريب لكل من أعضاء مجلس الإدارتين، كما يعتمد مجلس الإدارة برامج تعريفية للأعضاء الجدد لضمان حصولهم على رؤية واضحة لأعمال الشركة وعملياتها، واعتمد المجلس كتيب تعريفي لأعضاء مجلس الإدارة حول مجالات أنشطة الشركة.

### 3• حماية حقوق المساهمين
تعد حماية حقوق المساهمين أحد المتطلبات الرئيسية المنصوص عليها في قواعد حوكمة الشركات وقانون الشركات، والتزاماً منها بتوفير أعلى معايير الشفافية والمساواة في جميع المعاملات الحالية أو المحتملة مع المساهمين، أعدت بورصة الكويت سياسة تضمن تحديد وحماية حقوق المساهمين وفقًا لعقد التأسيس والنظام الأساسي وسياسات الشركة، واللوائح الداخلية والإجراءات والضوابط اللازمة لضمان أن جميع المساهمين يمارسون حقوقهم بطريقة متساوية وعادلة دون المساس بالقوانين واللوائح والقرارات والتعليمات.

### 4• حماية حقوق أصحاب المصالح
قامت بورصة الكويت بتطوير سياسة حماية حقوق أصحاب المصالح كجزء من التزام الشركة بالإعتراف بحقوق أصحاب المصالح وحمايتها، وتم تنفيذ هذه السياسة لضمان إحترام وحماية حقوق أصحاب المصالح وفقًا للقوانين واللوائح الصادرة عن السلطات الرقابية ذات الصلة.

### 5• سياسة تعارض المصالح
تسعى بورصة الكويت إلى الحد من تعارض محتمل في المصالح، لذلك تم إعداد سياسة تعارض المصالح، حيث تضع هذه السياسة خطوطًا إرشادية لتحديد حالات تعارض المصالح المحتملة والإبلاغ والكشف عنها ومنعها. وعليه قامت الشركة بتطوير إجراءات مناسبة للكشف عن تعارض المصالح، وإدارتها بفعالية، والتأكد من أن مجلس الإدارة يعالج تعارض المصالح الحالي والمحتمل وأن يتم اتخاذ جميع القرارات لتحقيق المصالح المثلى للشركة.

### 6• ميثاق السلوك المدني وأخلاقيات العمل
أعدت الشركة مجموعة من السياسات والإجراءات التي تضمن عدم إساءة استخدام أصول وموارد الشركة لتحقيق مصالح شخصية، والحد من استغلال المعلومات الداخلية وتعزيز مبدأ تجنب تضارب المصالح.

### 7• معاملات الأطراف ذات العلاقة
تتضمن سياسة معاملات الأطراف ذات العلاقة مبادئ توجيهية حول كيفية إدارة المعاملات مع الأطراف ذات العلاقة، سواءً كانت تلك المعاملات بين الشركة وأعضاء مجلس الإدارة أو الإدارة التنفيذية والموظفين.

### 8• التداول في الأوراق المالية
من أجل تنفيذ أعلى معايير النزاهة والشفافية،  يتبع مجلس إدارة بورصة الكويت والإدارة التنفيذية وجميع الموظفين ما يلي:
مجلس الإدارة : عند انتخاب مجلس الإدارة في بورصة الكويت، يطلب من جميع أعضاء المجلس الإفصاح عن ملكيتهم للأوراق المالية المدرجة في البورصة الكويتية والأطفال القُصَّر التابعين لهم، بالإضافة إلى إفصاح سنوي عن التغيرات في كميات الأوراق المالية لهذه الملكية، ويتم تقديم هذا الإفصاح السنوي إلى هيئة أسواق المال.

### 9• الموظفون
لا يسمح لموظفي الشركة وأطفالهم القصر المشمولين تحت وصايتهم بشراء أو بيع الأوراق المالية المدرجة أو تلك الأوراق المالية التي تخضع لعملية الإدراج

### 10• سرية وأمن المعلومات
يلتزم مجلس الإدارة والإدارة التنفيذية والموظفين بالحفاظ على سرية المعلومات والبيانات المتعلقة ببورصة الكويت، ومعلومات العملاء والمتعاملين .

## إيقاف التداول
في يوم 13 نوفمبر 2008 أمرت المحكمة الكلية بوقف التداول في السوق لحين النظر إلى دعوى مقدمة في 17 نوفمبر والتي قدمها المحاميان خالد العوضي ووليد الهدلق ضد رئيس مجلس الوزراء بصفته ووزير التجارة والصناعة رئيس لجنة السوق بصفته ومدير عام سوق الكويت للأوراق المالية بصفته في 8 أكتوبر 2008 ، وقال مدير العلاقات العامة في السوق عبد الحكيم الفليج بأن جميع تداولات يوم 13 نوفمبر سليمة ولن يتم إلغاؤها ، وقال وزير المالية مصطفى الشمالي بأن قرار إيقاف التداول قرار خطير ويؤكد احترام الحكومة لقرارات المحكمة ، وقال أحمد باقر وزير التجارة والصناعة ووزير الدولة لشؤون مجلس الأمة بأن الحكومة قدمت استئنافا للحكم القاضي بإيقاف نشاط سوق الكويت للأوراق المالية ، وفي يوم 16 نوفمبر 2008 قدمت البورصة إشكالا للمحكمة على الحكم الصادر بإيقاف التداول ، وتم قبول الاستشكال من قبل المحكمة وبدأ التداول في يوم 17 نوفمبر 2008 ، وفي يوم 19 نوفمبر 2008 حجزت محكمة الاستئناف قضية استئناف المدعين على استشكال البورصة بوقف التداول إلى يوم 26 نوفمبر ، وفي يوم 26 نوفمبر 2008 رفضت المحكمة الأستئناف بوقف التداول في سوق الكويت للأوراق المالية.

## الشركات المدرجة

### البنوك
- بنك الكويت الوطني
- بنك الخليج
- البنك التجاري الكويتي
- البنك الأهلي الكويتي
- بنك الكويت والشرق الأوسط
- البنك العقاري الكويتي
- بنك برقان
- بيت التمويل الكويتي
- بنك بوبيان ش.م.ك
- بنك الكويت الدولي

### الاستثمار
- الشركة الكويتية للاستثمار
- شركة التسهيلات التجارية
- شركة الاستشارات المالية الدولية
- شركة الاستثمارات الوطنية
- شركة مشاريع الكويت القابضة
- الشركة الأهلية للاستثمار
- شركة الساحل للتنمية والاستثمار
- شركة المستثمر الدولي ش.م.ك.م
- شركة بيت الأوراق المالية ش.م.ك.م
- شركة الاستثمارات الصناعية ش.م.ك.م
- مجموعة الأوراق المالية - ش.م.ك.مقفلة
- الشركة الدولية للتمويل (ش.م.ك.مقفلة)
- المركز المالي الكويتي ش م ك م
- شركة الكويت والشرق الأوسط للاستثمار
- المجموعة الدولية للاستثمار ش.م.ك.م
- مجموعة عارف الاستثمارية ش.م.ك.م
- شركة دار الاستثمار ش.م.ك.م
- شركة الأمان للاستثمار ش.م.ك.م
- الشركة الأولى للاستثمار (ش.م.ك.م)
- شركة المال للاستثمار (ش.م.ك.مقفلة)
- بيت الاستثمار الخليجي (ش.م.ك.مقفلة)
- شركة أعيان للاجارة والاستثمار (ش.م.ك م)
- شركة بيان للاستثمار ش.م.ك مقفلة
- بيت الاستثمار العالمي ش.م.ك.مقفلة
- شركة أصول للإجارة والتمويل ش.م.ك.م
- الشركة الخليجية الدولية للاستثمار ش.م.ك.م
- الشركة الكويتية للتمويل والاستثمار ش.م.ك
- مشاريع الكويت الاستثمارية لإدارة الاصول
- الشركة الدولية للإجارة والاستثمار ش.م.ك.م
- شركة كويت انفست (القابضة) ش.م.ك مقفلة
- الشركة الوطنية الدولية (القابضة) ش.م.ك.م
- شركة تمويل الإسكان ش.م.ك مقفلة
- شركة المدار للتمويل والاستثمار ش.م.ك.م
- شركة الديرة القابضة ش.م.ك.مقفلة
- شركة الصفاة للاستثمار ش.م.ك مقفلة
- شركة مجموعة برقان القابضة ش.م.ك مقفلة
- شركة كاظمه القابضة ش.م.ك مقفلة
- شركة العراق القابضة ش.م.ك مقفلة
- شركة صكوك القابضة ش.م.ك مقفلة
- شركة المدينة للتمويل والاستثمار ش.م.ك.م
- شركة نور للاستثمار المالي ش.م.ك مقفلة
- شركة التمدين الاستثمارية ش.م.ك مقفلة
- الكويتية البحرينية للصيرفة الدولية ش.م.ك

### التأمين
- شركة الكويت للتأمين
- شركة الخليج للتأمين
- الشركة الأهلية للتأمين
- شركة وربة للتأمين
- شركة إعادة التأمين الكويتية ش.م.ك.مقفلة
- الشركة الأولي للتأمين التكافلي ش.م.ك.م
- شركة وثاق للتأمين التكافلي ش.م.ك مقفلة

### العقار
- شركة عقارات الكويت
- شركة العقارات المتحدة
- الشركة الوطنية العقارية
- الشركة الصالحية العقارية
- شركة لؤلؤة الكويت العقارية
- شركة التمدين العقارية
- الشركة الدولية للمشروعات الاستثمارية
- شركة أجيال العقارية الترفيهية ش.م.ك.م
- شركة المصالح العقارية ش.م.ك. مقفلة
- الشركة العربية العقارية ش.م.ك.مقفلة
- شركة الاتحاد العقارية ش.م.ك.م
- شركة الإنماء العقارية - ش.م.ك مقفلة
- شركة المباني ش.م.ك.م
- إنجازات للتنمية العقارية(ش.م.ك.مقفلة)
- شركة جيزان العقارية ش م ك مقفلة
- شركة جراند للإنماء العقاري والسياحي
- الشركة الدولية للمنتجعات ش.م.ك مقفلة
- الشركة التجارية العقارية ش.م.ك مقفلة
- شركة سنام العقارية ش.م.ك مقفلة
- شركة أعيان العقارية ش.م.ك مقفلة
- شركة عقار للاستثمارات العقارية ش.م.ك.م
- الشركة الكويتية العقارية القابضة ش.م.ك
- شركة المزايا القابضة ش.م.ك مقفلة
- شركة الدار الوطنية للعقارات ش.م.ك مقفلة
- شركة الثمار الدولية القابضة ش.م.ك مقفلة
- شركة المشروعات الكبرى العقارية ش.م.ك.م
- شركة التجارة والاستثمار العقاري ش.م.ك.م
- شركة التعمير للاستثمار العقاري ش.م.ك
- شركة أركان الكويت العقارية ش.م.ك مقفلة

### الصناعة
- مجموعة الصناعات الوطنية (القابضة)
- الشركة الكويتية لصناعات الأنابيب والخدمات النفطية
- شركة أسمنت الكويت
- شركة صناعات التبريد والتخزين (ش.م.ك)
- شركة الخليج للكابلات والصناعات الكهربائية
- شركة الصناعات الهندسية الثقيلة وبناء السفن
- شركة المقاولات والخدمات البحرية
- شركة أسمنت بورتلاند كويت
- شركة الشعيبة للصناعات الورقية ش.م.ك.م
- شركة المعادن والصناعات التحويلية
- شركة السكب الكويتية ش.م.ك.م
- شركة صناعات الخرسانة الخلوية ش.م.ك مقفلة
- شركة الصناعات المتحدة ش.م.ك
- شركة بوبيان للبتروكيماويات ش.م.ك
- شركة الخليج لصناعة الزجاج ش.م.ك.م
- شركة اسمنت الهلال ش. م. ك.م
- شركة الكوت للمشاريع الصناعية ش.م.ك.م
- الشركة الكويتية لصناعة مواد التغليف
- الشركة الكويتية لصناعة مواد البناء ش.م.ك
- شركة الصناعات الوطنية لمواد البناء ش.م.ك
- الشركة الخليجية للصخور ش.م.ك.مقفلة
- شركة المعدات القابضة ش.م.ك مقفلة
- المجموعة الدولية للمشاريع الصناعية ش.م.ك
- الشركة الوطنية للصناعات الاستهلاكية
- الكويتية لصناعة وتجارة الجبس ش.م.ك مقفلة

### الخدمات
- شركة السينما الكويتية الوطنية
- شركة الفنادق الكويتية
- شركة المخازن العمومية
- شركة مجمعات الأسواق التجارية الكويتية
- مجموعة زين
- شركة الحاسبات القابضة ش.م.ك.مقفلة
- المجموعة التعليمية القابضة
- شركة المجموعة البترولية المستقلة
- الشركة الوطنية للتنظيف ش.م.ك.م
- شركة مركز سلطان للمواد الغذائية ش.م.ك.م
- شركة مجموعة عربي القابضة ش. م. ك
- شركة مجموعة النقل والتخزين (ش. م. ك)
- الشركة الوطنية للإتصالات المتنقلة ش.م.ك
- شركة رابطة الكويت والخليج للنقل-ش.م.ك.م
- الشركة الكويتية للكيبل التلفزيوني-ش.م.ك
- شركة الأنظمة الآلية (ش.م.ك مقفلة)
- الشركة الوطنية للخدمات البترولية ش.م.ك.م
- الشركة الكويتية لبناء المعامل والمقاولات
- الشركة الكويتية للمسالخ ش.م.ك.مقفلة
- شركة إياس للتعليم الأكاديمي والتقني
- شركة النبراس القابضة ش.م.ك مقفلة
- شركة مجموعة الصفوة ش.م.ك مقفلة قابضة
- شركة هيومن سوفت القابضة ش.م.ك مقفلة
- الشركة الكويتية لمشاريع التخصيص القابضة
- شركة التعليم الأهلي ش.م.ك مقفلة
- الشركة الوطنية للمسالخ ش.م.ك مقفلة
- شركة التعليم المتميز للخدمات التعليمية
- شركة صفوان للتجارة والمقاولات ش.م.ك.مقفل
- الخليجية للاستثمار البترولي ش.م.ك مقفلة
- شركة الامتيازات الخليجية القابضة ش.م.ك.م
- شركة تصنيف وتحصيل الأموال ش.م.ك.مقفلة
- الشركة الوطنية للميادين ش.م.ك مقفلة
- شركة برقان لحفر الآبار ش.م.ك مقفلة
- شركة ايفا للفنادق والمنتجعات ش.م.ك مقفلة
- شركة المجموعة المشتركة للمقاولات ش م ك م
- شركة جيران القابضة ش.م.ك مقفلة
- شركة النخيل للإنتاج الزراعي ش.م.ك مقفلة
- شركة مجموعة العالمية للتكنولوجيا ش.م.ك
- شركة مشرف للتجارة والمقاولات ش.م.ك مقفلة
- شركة المشاريع المتحدة للخدمات الجوية
- شركة الأبراج القابضة ش.م.ك مقفلة
- ألافكو لتمويل شراء وتاجير الطائرات ش.م.ك
- شركة المواساة القابضة ش.م.ك مقفلة
- شركة مجموعة خدمات الحج والعمرة ش م ك م
- الأولى للتسويق المحلي للوقود ش.م.ك
- شركة فيلا مودا لايف ستايل ش.م.ك مقفلة
- شركة المستقبل العالمية للاتصالات ش.م.ك.م

### الأغذية
- شركة نقل وتجارة المواشي
- شركة الأسماك الكويتية المتحدة
- الشركة الكويتية المتحدة للدواجن
- الشركة الكويتية للأغذية
- شركة المجموعة المتحدة للصناعات الغذائية

## مقالات ذات علاقة
- غرفة تجارة وصناعة الكويت
- هيئة الأوراق المالية والسلع الإمارات
- هيئة الأوراق المالية العراقية
- هيئة السوق المالية السعودية
- هيئة الأوراق المالية الأردنية
- هيئة قطر للأسواق المالية
- بورصة عمان
- بورصة دبي
- بورصة السعودية

## وصلات خارجية
- الموقع الرسمي لسوق الكويت للأوراق المالية
- الموقع الرسمي ل بورصة الكويت[5]
- وزارة المالية الكويتية
- مركز الكويت للأعمال[18]
- اقتصاد الكويت